# Walter Andreas Fuchs

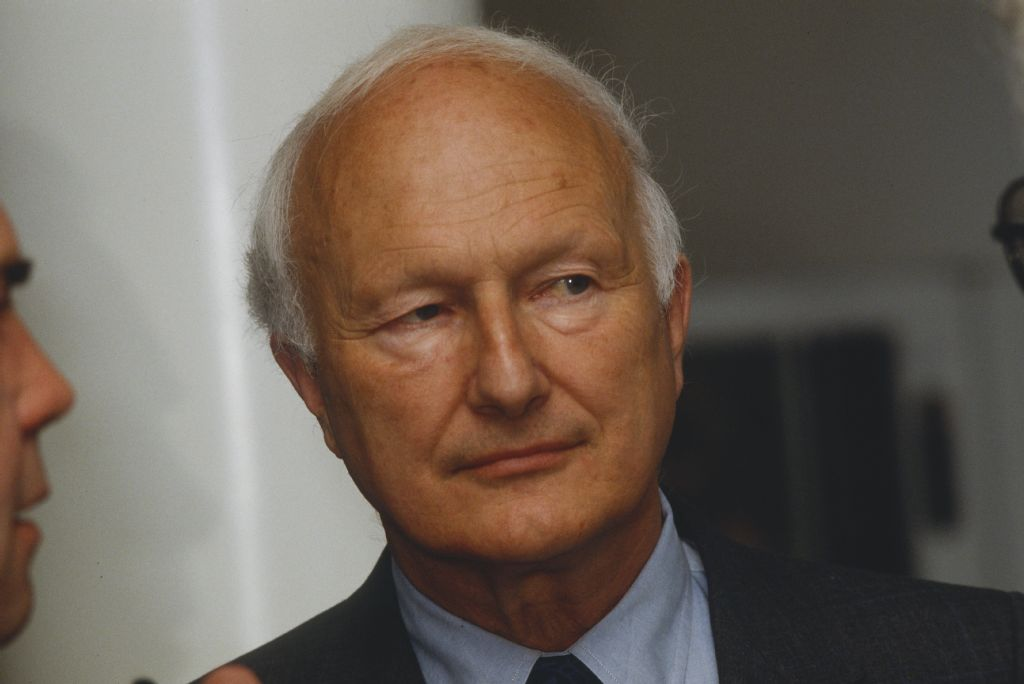
Walter A. Fuchs, 1992

Walter Andreas Fuchs (* 11. März 1929 in Mönchaltorf, Kanton Zürich; † 6. November 1995 in Bern) war ein Schweizer Radiologe und ehemaliger Direktor des Instituts für diagnostische und interventionelle Radiologie am Universitätsspital Zürich.

## Leben
Fuchs wurde als Sohn eines reformierten Pfarrers in Mönchaltorf geboren und besuchte später in Dübendorf (Schulhaus Wil) und Altstetten, schliesslich in Zürich die Schule (Kantonsschule an der Rämistrasse 59). Er studierte Medizin an der Universität Zürich und absolvierte eine Ausbildung in Radiologie bei Hans-Rudolf Schinz (1891–1966). In dieser Zeit entstand eine enge Freundschaft mit dem Radiologen Manfredi del Buono (1930–1963). Zwischen 1959 und 1961 verbrachte er eine dreijährige Zeit in Lund, Schweden. Dort wurde er unter der Anleitung von Olle Olsson (1911–1999) im Bereich der Angiographie weitergebildet. In Lund heiratete er seine Frau Charlotte Schmid (1931–2003), eine in Kapstadt geborene Schweizerin und Fotografin. Nach seiner Rückkehr in die Schweiz begann Fuchs seine Karriere an der Universität Bern, wo er unter Adolf Zuppinger (1904–1991) Professor für Radiologie wurde und später dessen Nachfolger als Direktor des Radiologischen Instituts Inselspital. In der Familientradition führte er die Albert Schild AG in Interlaken in dritter Generation, indem er den Fokus auf Kunsthandwerk wie Holzschnitzereien legten und dabei die Swissness betonte.

## Werdegang
Im Jahr 1987 wurde Fuchs zum Direktor des Instituts für diagnostische und interventionelle Radiologie am Universitätsspital Zürich ernannt, eine Position, die er bis 1994 innehatte. In dieser Zeit etablierte er ein Zentrum für Radiologie, welches fortschrittliche medizinische 3D-Bildgebungstechniken (CT, MRT und digitales Röntgen) und 3D-Druck beinhaltete.
Fuchs war in den 1970er, 1980er und 1990er Jahren eine Persönlichkeit in der schweizerischen und internationalen Radiologie. Er engagierte sich aktiv in der Schweizerischen Gesellschaft für Medizinische Radiologie und war Generalsekretär des International Congress of Radiology (1973–1992). Er wurde zum Ehrenmitglied zahlreicher nationaler und internationaler radiologischer Gesellschaften ernannt, zuletzt der Radiological Society of North America (RSNA).

## Persönlichkeit
Fuchs war bekannt für seinen starken Willen und seine anspruchsvolle Einstellung. Tief verwurzelt in seiner zwinglianischen Erziehung, ermutigte er seine Schüler und Mitarbeiter, sich an die Bibelverse «Einfach ja oder nein sagen» (Matthäus 5,37) zu halten. Unter seiner Leitung entwickelte sich das Institut für diagnostische und interventionelle Radiologie am Universitätsspital Zürich zu einem international führenden Zentrum. Er pflegte enge Beziehungen zur Radiologie-Community in Nordamerika und Asien. Als passionierter Fussballanhänger verglich Fuchs sein Institut gerne mit einem Fussballteam und betonte stets seinen Anspruch, nicht nur in der Schweizer Fussball-Liga, sondern auch in der Champions League eine bedeutende Rolle einzunehmen.

## Publikationen
- Lymphographie und Tumordiagnostik, Berlin: Springer, 1965.